# نقطه دسترسی بی‌سیم

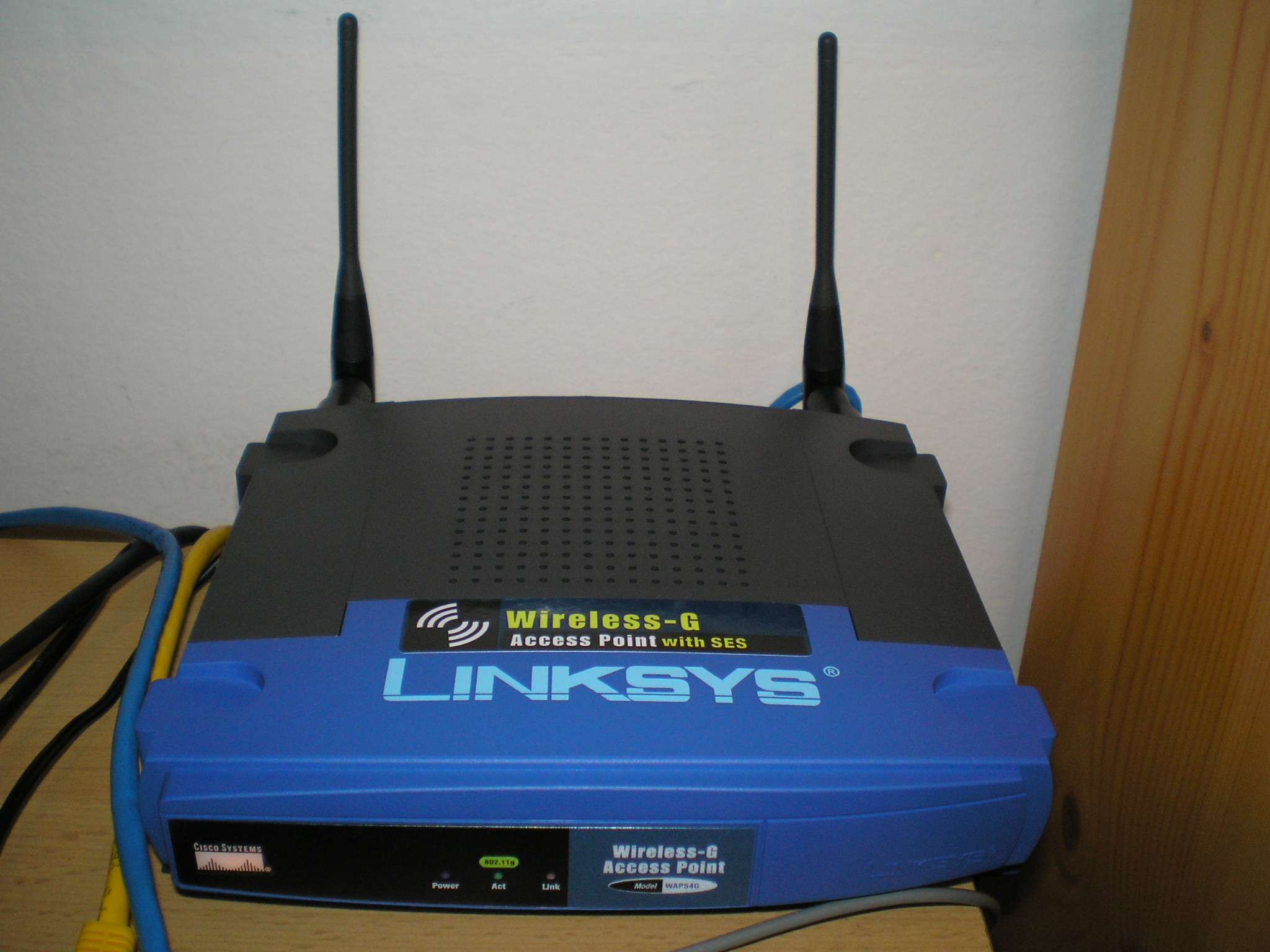
یک نمونهٔ نقطه دسترسی بی‌سیم

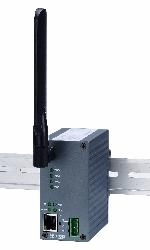
نقطه دسترسی بی‌سیم بیسیم، مدل صنعتی.

نقطهٔ دسترسی بی‌سیم یا اکسس پوینت بی‌سیم (به انگلیسی: Wireless access point)، وسیله‌ای است در یک شبکه رایانه‌ای بی‌سیم که به دستگاه‌های مجهز به ارتباط بیسیم نظیر وای-فای، بلوتوث، یا سایر پروتکل‌های مرتبط اجازه می‌دهد تا به عضویت شبکه‌های بیسیم درآمده و با سایر دستگاه‌ها و شبکه‌های دیگر ارتباط برقرار کنند. این وسیله را غالباً به یک رهیاب (روتر) متصل می‌کنند و با این کار ارتباط بین شبکه‌های بیسیم و سیمی برقرار می‌شود. این نوع دستگاه‌ها، امروزه از فرکانس‌های رادیویی استانداردی برای دریافت و ارسال داده‌ها پشتیبانی می‌کنند. این استانداردها توسط آی‌تریپل‌ئی تعیین شده‌اند و غالب نقاط دسترسی بیسیم از استاندارد ۸۰۲٫۱۱ استفاده می‌کنند.

## مزایا
قبل از ظهور شبکه‌های بی‌سیم، راه‌اندازی یک شبکه کامپیوتری در محل کار، خانه یا مدرسه به کابل‌کشی فراوانی از میان دیوارها و سقف‌های موجود در مسیر داشت. با پیدایش اکسس پوینت‌های بی‌سیم، کاربران می‌توانند دستگاه‌های شبکه‌ای جدید را بدون استفاده از کابل یا با حداقل کابل‌کشی ممکن به شبکه خود اضافه کنند.
اشاره:
ایجاد و اداره یک شبکه بی‌سیم چندان دشوار نخواهدبود اگر بتوانید همه کارمندان خودرا حول تنها یک نقطه‌دسترسی گردآورید. به‌جای آن‌که چندین نقطه‌دسترسی را مطابق با ملزومات امنیتی، معرف‌های رادیویی و کیفیت خدمات یا QoS تنظیم کنید، می‌توانید تنها به تنظیم یک نقطه‌دسترسی بپردازید. ZyXEL چندی پیش به‌معرفی نقطه‌دسترسی ترکیبی یا هایبرید جدید خود موسوم به NWA-3166 پرداخت که می‌تواند به‌مثابه یک کنترلر بی‌سیم نقطه‌دسترسی ایفای نقش کند